# Bộ Chính trị Ban Chấp hành Trung ương Đảng Cộng sản Liên Xô khóa XXVII (1986–1990)
Bộ Chính trị Ban Chấp hành Trung ương Đảng Cộng sản toàn Liên Xô khóa XXVII (1986-1990) được bầu tại Hội nghị Trung ương lần thứ nhất của Ban chấp hành Trung ương Đảng Cộng sản Liên Xô khóa XXVII được tổ chức ngày 6/3/1986.

## Ủy viên chính thức
| Tên (sinh – mất)                   | Bắt đầu    | Kết thúc   | Thời gian       | Chức vụ |
| ---------------------------------- | ---------- | ---------- | --------------- | --- |
| Heydar Aliyev (1923–2003)          | 6/3/1986   | 21/10/1987 | 1 năm, 229 ngày | Phó Chủ tịch thứ nhất Hội đồng Bộ trưởng Liên Xô (1982-1987) |
| Vitaly Vorotnikov (1926–2012)      | 6/3/1986   | 14/7/1990  | 4 năm, 130 ngày | Chủ tịch Hội đồng Bộ trưởng Nga Xô (1983-1988) Chủ tịch Đoàn Chủ tịch Xô viết Tối cao Nga Xô (1988-1990)                                                                                               |
| Mikhail Gorbachev (sinh 1931)      | 6/3/1986   | 14/7/1990  | 4 năm, 130 ngày | Bí thư Trung ương Đảng (1978-1991) Tổng Bí thư Đảng Cộng sản Liên Xô (1985-1991) Phó Chủ tịch Đoàn Chủ tịch Xô viết Tối cao (1970-1989)                                                                |
| Andrei Gromyko (1909–1989)         | 6/3/1986   | 30/9/1988  | 2 năm, 208 ngày | Chủ tịch Đoàn Chủ tịch Xô viết Tối cao (1985-1988) |
| Lev Zaykov (1923–2002)             | 6/3/1986   | 14/7/1990  | 4 năm, 130 ngày | Bí thư Trung ương Đảng (1985-1990) Bí thư thứ nhất Thành ủy Moscow (1987-1989) Cố vấn Tổng thống Liên Xô (1991)                                                                                        |
| Dinmukhamed Konayev (1912–1993)    | 6/3/1986   | 28/1/1987  | 328 ngày        | Bí thư thứ nhất Đảng Cộng sản Kazakhstan (1964-1988) |
| Yegor Ligachev (sinh 1920)         | 6/3/1986   | 14/7/1990  | 4 năm, 130 ngày | Bí thư Trung ương Đảng (1986-1990) |
| Nikolai Ryzhkov (sinh 1929)        | 6/3/1986   | 14/7/1990  | 4 năm, 130 ngày | Chủ tịch Hội đồng Bộ trưởng Liên Xô (1985-1991) |
| Mikhail Solomentsev (1913–2008)    | 6/3/1986   | 30/9/1988  | 2 năm, 208 ngày | Chủ nhiệm Ủy ban Kiểm tra Trung ương Đảng (1983-1988) |
| Viktor Chebrikov (1923–1999)       | 6/3/1986   | 20/9/1989  | 3 năm, 198 ngày | Chủ tịch KGB (1982-1988) Bí thư Trung ương Đảng (1988-1989) |
| Eduard Shevardnadze (1928-2014)    | 6/3/1986   | 14/7/1990  | 4 năm, 130 ngày | Bộ trưởng Bộ Ngoại giao Liên Xô (1985-1990) |
| Volodymyr Shcherbytsky (1918–1990) | 6/3/1986   | 20/9/1989  | 3 năm, 198 ngày | Bí thư thứ nhất Đảng Cộng sản Ukraina (1972-1989) Phó Chủ tịch Đoàn Chủ tịch Xô viết Tối cao (1958-1989)                                                                                               |
| Alexander Yakovlev (1923–2005)     | 26/6/1987  | 14/7/1990  | 3 năm, 18 ngày  | Bí thư Trung ương Đảng (1986-1990) |
| Viktor Nikonov (1929–1993)         | 26/6/1987  | 20/9/1989  | 2 năm, 86 ngày  | Bí thư Trung ương Đảng (1984-1989) |
| Vadim Medvedev (sinh 1929)         | 30/12/1988 | 14/7/1990  | 1 năm, 287 ngày | Bí thư Trung ương Đảng (1986-1990) Trưởng ban quan hệ quốc tế các đảng cộng sản và lao động các nước xã hội chủ nghĩa Trung ương Đảng (1986-1988) Chủ tịch Ủy ban Tư tưởng Trung ương Đảng (1988-1990) |
| Yuri Maslyukov (1937–2010)         | 20/9/1989  | 14/7/1990  | 297 ngày        | Phó Chủ tịch Hội đồng Bộ trưởng (1988-1990) Chủ tịch Ủy ban Kế hoạch nhà nước (1988-1991) |
| Vladimir Kryuchkov (1924–2007)     | 20/9/1989  | 14/7/1990  | 297 ngày        | Chủ tịch KGB (1988-1991) |
| Vladimir Ivashko (1932–1994)       | 9/12/1989  | 14/7/1990  | 217 ngày        | Bí thư thứ nhất Đảng Cộng sản Ukraina (1989-1990) |

## Ủy viên dự khuyết
| Tên (sinh – mất)                | Bắt đầu   | Kết thúc   | Thời gian       | Chức vụ |
| ------------------------------- | --------- | ---------- | --------------- | --- |
| Pyotr Demichev (1917–2000)      | 6/3/1986  | 21/10/1988 | 2 năm, 229 ngày | Phó Chủ tịch Đoàn Chủ tịch Xô viết Tối cao (1986-1988) |
| Vladimir Dolgikh (sinh 1924)    | 6/3/1986  | 30/9/1988  | 2 năm, 208 ngày | Bí thư Trung ương Đảng (1972-1988) |
| Boris Yeltsin (1931–2007)       | 6/3/1986  | 24/2/1988  | 1 năm, 349 ngày | Bí thư thứ nhất Thành ủy Moscow (1985-1987) Phó Chủ tịch Ủy ban Xây dựng Nhà nước (1988-1990)                                                                                       |
| Nikolay Slyunkov (sinh 1923)    | 6/3/1986  | 26/6/1987  | 1 năm, 112 ngày | Bí thư thứ nhất Đảng Cộng sản Belarus (1983-1987) |
| Sergey Sokolov (1911–2012)      | 6/3/1986  | 26/6/1987  | 1 năm, 112 ngày | Bộ trưởng Bộ Quốc phòng (1984-1987) |
| Nikolai Talyzin (1929–1991)     | 6/3/1986  | 20/9/1989  | 3 năm, 198 ngày | Phó Chủ tịch Hội đồng Bộ trưởng (1985-1989) Chủ tịch Ủy ban Kế hoạch Nhà nước (1985-1988)                                                                                           |
| Yuri Solovyev (1925–2011)       | 6/3/1986  | 20/9/1989  | 3 năm, 198 ngày | Bí thư thứ nhất Tỉnh ủy Leningrad (1985-1989) |
| Alexander Yakovlev (1923–2005)  | 28/1/1987 | 26/6/1987  | 149 ngày        | Bí thư Trung ương Đảng (1986-1990) |
| Yuri Maslyukov (1937–2010)      | 18/2/1988 | 20/9/1989  | 1 năm, 214 ngày | Phó Chủ tịch Hội đồng Bộ trưởng (1988-1990) Chủ tịch Ủy ban Kế hoạch nhà nước (1988-1991)                                                                                           |
| Georgy Razumovsky (sinh 1936)   | 18/2/1988 | 14/7/1990  | 2 năm, 146 ngày | Bí thư Trung ương Đảng (1986-1990) Chủ tịch Ủy ban Xây dựng Đảng và nhân sự chung Trung ương Đảng (1988-1990) Trưởng ban Xây dựng Đảng và nhân sự chung Trung ương Đảng (1985-1990) |
| Alexandra Biryukova (1929–2008) | 30/9/1988 | 14/7/1990  | 1 năm, 287 ngày | Phó Chủ tịch Hội đồng Bộ trưởng (1988-1990) Chủ tịch Văn phòng Hội đồng Bộ trưởng phát triển xã hội (1988-1990)                                                                     |
| Alexander Vlasov (1932–2002)    | 30/9/1988 | 14/7/1990  | 1 năm, 287 ngày | Chủ tịch Hội đồng Bộ trưởng Nga Xô (1988-1990) |
| Anatoly Lukyanov (sinh 1930)    | 30/9/1988 | 14/7/1990  | 1 năm, 287 ngày | Phó Chủ tịch Đoàn Chủ tịch Xô viết Tối cao (1988-1990) |
| Yevgeny Primakov (sinh 1929)    | 20/9/1989 | 14/7/1990  | 297 ngày        | Chủ tịch Xô viết Liên bang (1989-1990) |
| Boris Pugo (1937–1991)          | 20/9/1989 | 14/7/1990  | 297 ngày        | Chủ nhiệm Ủy ban Kiểm tra Trung ương Đảng (1988-1991) |